# 木内良明
木内 良明（きうち　よしあき、1944年9月23日 - 2017年1月26日）は、日本の政治家。公明党に所属し、衆議院議員（3期）や東京都議会議員（5期）、都議会副議長などを歴任した。

## 来歴
東京都墨田区生まれ。東京都立両国高等学校卒業。高校2年生の時に父親を亡くし、家業の倒産も経験する。慶應義塾大学法学部に入学するも中退し、創価学会に入信した。慶應義塾特選塾員。
1976年、第34回衆議院議員総選挙に旧東京1区（定数3）から公明党公認で出馬したが、次点で落選した。1979年、第35回衆議院議員総選挙に再び旧東京1区から公明党公認で出馬し、初当選する。1980年の第36回衆議院議員総選挙では再び落選したが、1983年の第37回衆議院議員総選挙で返り咲き、通算3期務める。
1990年の第39回衆議院議員総選挙では、土井たか子委員長率いる日本社会党新人の鈴木喜久子に非自民支持層の票が集中した影響により、次点で落選した。1993年の第40回衆議院議員総選挙への出馬を見送り、公明党も旧東京1区に候補者を擁立せず、新生党新人の柴野たいぞうを支持した。小選挙区比例代表並立制が導入された1996年の第41回衆議院議員総選挙にも自身の出馬は見送り、参議院議員から鞍替えして出馬した新進党の黒柳明を支援したが、黒柳は自由民主党の柿澤弘治元外務大臣に敗れた。
1997年、東京都議会議員選挙に江東区選挙区から出馬し、当選。以後、5期連続当選。なお江東区は、1996年の総選挙で黒柳明が出馬した東京15区に含まれる。2005年8月から2006年9月まで、東京都議会副議長を務めた。このほか公明党東京都本部副代表などを歴任した。
2017年1月26日、多発性脳出血で死去。

## 人物
- 落語好きであり、かつて三遊亭圓遊の後援会長も務めていた[2]。